# Bollobás Enikő
Bollobás Enikő (Budapest, 1952. június 19. –) magyar irodalomtörténész, amerikanista, az Magyar Tudományos Akadémia rendes tagja. Az Eötvös Loránd Tudományegyetem Bölcsészettudományi Kar Angol–Amerikai Intézet Amerikanisztika Tanszékének professor emeritusa, a Magyar Tudomány főszerkesztője.

## Életpályája
Az ELTE Bölcsészettudományi Karán végzett angol és általános nyelvészet szakon, majd az Akadémiai Kiadóban, az ELTE és a szegedi József Attila Tudományegyetem Angol Tanszékén dolgozott. Az ELTE Amerikanisztika Tanszék három alapítójának (Bollobás Enikő, Kodolányi Gyula, Kövecses Zoltán) egyikeként 1990 óta tanít itt előbb docensként, majd egyetemi tanárként. Húsz éven át az Amerikanisztika Tanszék vezetője volt.
Számos monográfia szerzője. Tanulmányait magyar és külföldi szakfolyóiratok közölték (pl. Alföld, Americana, Filológiai Közlöny, Holmi, Hungarian Journal of English and American Studies, Irodalomtörténet, Irodalomtörténeti Közlemények, Jelenkor, Literatura, Magyar Tudomány, Műút, Nagyvilág, Pompeji, Rubicon, valamint American Quarterly, Arcade, Emily Dickinson Journal, Journal of Pragmatics, Language and Style, Modern Philology, Paideuma, and Word and Image stb.). 2019-ben a Magyar Tudományos Akadémia levelező, 2025-ben pedig rendes tagjává választotta.

### Kutatási és publikációs területei
Amerikai irodalom és amerikanisztika, költészettörténet, líraelmélet, irodalomelmélet, magyar irodalom és hungarológia, nőtudomány/genderkritika, judaisztika, társadalmi kérdések

### Díjak, kitüntetések
- HUSSE Best Book Award (Az amerikai irodalom története c. könyvért)
- Országh László-díj
- A Magyar Érdemrend tisztikeresztje (2013)
- Szent-Györgyi Albert-díj
- Irodalmi Jelen esszédíj[2]

### Közéleti tevékenység
Az 1980-as években aktív ellenzéki tevékenységet fejtett ki. Az erdélyi kisebbségi és emberi jogi szerveződésekben való részvételéért 1982-ben a román hatóságok kitiltották Romániából, a magyar belügyi hatóságok pedig bevonták „szocialista útlevelét” is. 1989-ben megalapította a Szegedi feministák nevű csoportot, amely az első nem pártállami nőszervezetként járult hozzá a gender kérdésének a politikai közbeszédben való erősítéséhez.
1990 és 1994 között diplomáciai szolgálatot vállalt Washingtonban (ahol a külképviselet első beosztottja, majd ideiglenes ügyvivője volt) és Budapesten (ahol a Külügyminisztérium Atlanti, Észak-Európai és Izraeli Főosztályát vezette). Alelnöke illetve főtitkára (1992–1996) volt a Magyar Atlanti Tanácsnak, amely részt vett Magyarország NATO-tagságának előkészítésében.

## Fontosabb publikációk

### Könyvek
- Létörömök költészete -- Szőcs Géza verseiről. Budapest: Balassi Kiadó, 2025.
- Ami szép, az nehéz – A nem alanyi költészetről. Budapest: Akadémiai Kiadó, 2021.
- Reading through Theory – Studies in Theory-framed Interpretation of the Literary Text. Budapest: Eötvös Kiadó, 2021.
- Kölcsönösségek. Irodalomelmélet, szövegolvasás, kultúraközvetítés; Balassi, Bp., 2020
- Az amerikai irodalom rövid története. Archiválva 2016. február 2-i dátummal a Wayback Machine-ben Budapest: Osiris, 2015
- Vendégünk a végtelenből – Emily Dickinson költészete. Archiválva 2015. június 23-i dátummal a Wayback Machine-ben Budapest: Balassi, 2015
- Egy képlet nyomában – karakterelemzések az amerikai és a magyar irodalomból. Archiválva 2013. augusztus 13-i dátummal a Wayback Machine-ben Budapest: Balassi, 2012
- THEY AREN’T, UNTIL I CALL THEM—Performing the Subject in American Literature. New York: Peter Lang, 2010
- Az amerikai irodalom története. Budapest, Osiris Kiadó, 2005
- Charles Olson. New York, Twayne Publishers, 1992
- Tradition and Innovation in American Free Verse: Whitman to Duncan. Budapest, Akadémiai Kiadó, 1986

### Tanulmányok

#### Amerikai irodalom és kultúra
- “Self and Form: The Radicalization of American Poetry from Emily Dickinson to Charles Bernstein.” Hungarian Journal of English and American Studies 30.2 (2024): 449-480.
- „A valós pumpálása” (Charles Olson lélegzés-fordulatáról). Alföld 2025/4. 75-87.
- „Énmegvonás és nyelvbe zártság. Az amerikai költészet radikalizálódása Emily Dickinsontól Charles Bernsteinig”. Irodalmi Jelen XXV. évf. (271. sz.) (2024 május), 104-146.
- „Charlotte Perkins Gilman Magyarországon – És ami mögötte van (Elvhűség és „elvhűtlenség” egy életműben)”. In “So Far So Good” – Festschrift in Honour of Erzsébet Barát / Tanulmányok Barát Erzsébet köszöntésére. Szerk. Kérchy Anna és Annus Irén. Szeged: SZTE BTK TNT Kutatócsoport, 2023. 43-57.
- „Ginsberg, a nélkülözhetetlen”. Múlt és Jövő XXXIV/1 (2023): 19-25.
- „Egy különös történelmi örökség rejtett működése az amerikai Dél prózairodalmában”. Magyar Tudomány 2022/3.
- „Mrs. vagy Ms. America? Kit igazolt a történelem?” Országút 38 (2021).
- „Louise Glück, a személyesség fegyelmezett költője”. Magyar Tudomány 2021/1. 45-53.
- „Hol kapja el a legény a leányt: a Rye gázlójánál vagy egy rozsmezőben? Egy kultuszregény újrafordításáról”. In: Klasszikus művek újrafordítása. Szerk. Gulyás Adrienn, Mudriczki Judit, Sepsi Enikő, Horváth Géza. Budapest: L’Harmattan, 2021. 171-181.
- “Behavioral Paradigms in the Short Fiction of Henry James: An Intersubjective Approach.” Eger Journal of American Studies. XVI (2020). 21-33.
- „Alkeszek, homárok és húhák – Salinger és Updike új fordításban”. Alföld 70/9 (2019): 67-80.
- “Plots of Domination, Plots of Relationality: On the Triangular Positioning of Characters in American and European Literature”. Americana—E-Journal of American Studies XV/1 (2019).
- “Önérték és távlatiság. Narratív személyköziség Henry James rövidprózájában.” Alföld, 69/2 (2018). 43–53.
- “Lába mint két ceruza hagyta írásnyomát az erdő haván”. Nyelvtani, kapcsolati és testi alanyiság H. D. HERmione című regényében.” In: A szubjektum színeváltozásai. Narratív, kapcsolati és testi alanyiság az irodalomban és a kultúrában. Szerk. Bollobás Enikő. Szeged: AMERICANA eBooks, 2017. 69–77.
- “Irodalom és szórakoztatás. Jonathan Franzen regényeiről.” Irodalmi Jelen, 2015. ápr. 20.
- “Az amerikai megtérési történetek performatív retorikája.” In: CONVERSIO Vallástudományi konferencia. Szerk. Déri Balázs. Budapest: ELTE Vallástudományi Központ, 2013. 429–437.
- “Játék a metafizikával: katakrézis és dekonstrukció két amerikai drámában (Mark Twain: Is He Dead? – David H. Hwang: M. Butterfly).” In: A fattyú művészet nyomában. Írások amerikai drámáról és színházról. Szerk. Cristian M. Réka. Szeged: AMERICANA eBOOKS, 2012.
- “Troping the Unthought: Catachresis in Emily Dickinson’s Poetry.” The Emily Dickinson Journal 21.1 (Spring 2012). 25-56.
- “Tropes of Intersubjectivity—Metalepsis and Rhizome in the Novels of H.D. (Hilda Doolittle).” AMERICANA—E-Journal of American Studies Archiválva 2012. november 10-i dátummal a Wayback Machine-ben VII/2 (2011).
- “Posztmodern paradigmaváltás az amerikanisztikában.” Magyar Tudomány 172/3 (2011). 308-316.
- “The Declaration of Independence and the Making of Americans: On how Performatives Perform the Performer.” Emlékkönyv Frank Tibor 60. születésnapjára. Szerk. Magyarics Tamás és Lojkó Miklós.: Prime Rate, 2008. 180-185.
- “Dangerous Liaisons: Politics and Epistemology in Post-Cold War American Studies.” American Quarterly () 54/4 (December 2002). 563-579.
- “Hogyan készül a nő? Lehetséges válaszok Ignotus, Szőcs Géza, Jonathan Swift, valamint Gertrude Stein és Djuna Barnes szerint.” Holmi XIV/3 (March 2002). 326-334.
- “Canon Politics and Experimental Writing: The Example of l’encre sympathique of Robert Duncan’s H.D. Book.” Paideuma: Studies in American and British Modernist Poetry 35/1-2 (2006). 49-66.
- “Potencies of Words―On the Prosody of Robert Duncan.” Language and Style 19/3 (1986). 219-232. Repr. Poetry Criticism. Ed. Michelle Lee. Vol. 75. Detroit: Gale Group, 2007.
- “Measures of Attention: On the Grammetrics of Lineation in William Carlos Williams’ Poetry.” Poetry and Epistemology. Turning Points in the History of Poetic Knowledge. Ed. Roland Hagenbüchle and Laura Skandera. Eichstätt: Verlag Friedrich Pustet , 1986. 262-277.
- “Poetry and Visual Enactment: the Concrete Poem.” Word and Image II/3 (1986). 279-285.
- “Who’s Afraid of Irony? An Analysis of Uncooperative Behavior in Edward Albee’s Who’s Afraid of Virginia Woolf?” Journal of Pragmatics V/4 (1981). 323-334.

#### Költészettörténet, líraelmélet
- „Mert nincs rá szó, nincsen rá fogalom”: A katakrézis mint trópus és gesztus a költészetben. (MTA levelező tagi székfoglaló) In: Kölcsönösségek – Irodalomelmélet, szövegolvasás, kultúraközvetítés. Budapest: Balassi, 2020. 69-99.
- „Az újító költői hagyományok megújítója: Susan Howe”. In: Hagyomány és innováció a magyar és a világirodalomban. Szerk. Kulcsár-Szabó Zoltán. Budapest: Eötvös Kiadó, 2020. 143-168.
- “Historical Reconstruction, Rough Book Poetry, and the Withdrawal of the Self: Susan Howe and the Olsonian Tradition”. In: Tradition and Innovation in Literature—From Antiquity to the Present. Ed. Pál Hegyi. Budapest: Eötvös University Press, 2020. 81-110.
- „Maszk és Én – és a betegség: A lélek sérülései Sylvia Plath költészetében”. In: A képzelet kockázata. Sylvia Plath életműve, élettörténete és betegsége. Szerk. Gerevich József. Budapest: Noran, 2019. 19-44.
- “Ideogramma, szóhanglátvány és a költő önteremtése. Augusto de Campos verseiről.“ Irodalmi Jelen, 2017. okt. 4.
- “A tenger és a szél szüntelen. Kodolányi Gyula költői műhelyében.“ Irodalmi Jelen, XVI/179 (2016). 116–136.
- “In Borrowed Words and Through Recycled Attentions: On Charles Bernstein’s Lyric and Elegiac Poetry.“ Hungarian Journal of English and American Poetry, 22/2 (2016). 403–413.
- “In Imploded Sentences: On Charles Bernstein’s Poetic Attentions.“ Arcade – Literature, the Humanities, & the World, 2015. nov. 15.
- “Imagism.“ In: American Poets and Poetry: From the Colonial Era to the Present. 1. köt. Szerk. Jeffrey H. Gray – Mary McAleer Balkun – James McCorkel. Santa Barbara: ABC–CLIO, 2015. 275–278.
- “Projective Verse.“ In: American Poets and Poetry: From the Colonial Era to the Present. 2. köt. Szerk. Jeffrey H. Gray – Mary McAleer Balkun – James McCorkel. Santa Barbara: ABC–CLIO, 2015. 509–510.
- “A performál visszaható ige? Az alany(iság) különös visszatérése a konkrét versben.“ In: „Visszhangot ver az időben”. Hetven írás Szegedy-Maszák Mihály születésnapjára. Szerk. Bengi László – Hoványi Márton – Józan Ildikó. Pozsony: Kalligram, 2013. 65–73.
- “Troping the Unthought: Catachresis in Emily Dickinson’s Poetry.“ The Emily Dickinson Journal, 21.1 (2012/tavasz). 25–56.
- “Circumference & Co.: Catachresis as the Trope of Performativity in Emily Dickinson’s Poetry.“ Hungarian Journal of English and American Studies, 18/1–2 (2012). 271–292.
- “Canon Politics and Experimental Writing: The Example of l’encre sympathique of Robert Duncan’s H. D. Book.“ Paideuma: Studies in American and British Modernist Poetry, 35/1–2 (2006). 49–66.
- “Proceed to Precede: Ideas of Process and Origin in Charles Olson’s ‘On first Looking out through Juan de la Cosa’s Eyes’.“ In: The 1950s: Proceedings of the Biennial Conference of the Hungarian Association of American Studies. Szerk. Bollobás Enikő – Nagy Szilvia. Budapest: ELTE, 2005. 157–167.
- “Énné váló álarc, álarccá váló Én (a tükörben): a plathi Bildung természetrajzához.“ In: Modern sorsok és késő modern poétikák. Tanulmányok Sylvia Plathról és Ted Hughesról. Szerk. Rácz István – Bókay Antal. Budapest: Janus/Gondolat, 2002. 59–78.
- “Antimetafizika és pre-konceptuális megismerés: a posztmodern episztémé megjelenése az amerikai költészetben.“ A Dunánál, I/1 (2001). 59–63.
- “Charles Olson, a posztmodern klasszikus.“ Jelenkor, XLIV/3 (2001). 292–305.
- “‘My Son is a Magyar’: Ideas of Firstness and Origin in Charles Olson’s Poems.“ Eger Journal of American Studies, VI (2000). 9–23.
- “Free Verse.“ In: Princeton Encyclopedia of Poetry and Poetics. Szerk. Alex Preminger – T. V. Brogan. Princeton, N. J.: Princeton UP, 1993. 425–427. (Társszerző: Donald Wesling. Újraközölve: In: The New Princeton Handbook of Poetic Terms. Szerk. T. V. Brogan. Princeton, N. J.: Princeton UP, 1994. 96–99.)
- “Visuality and Concretism: Enactments of the Real. On the Poetics of the American Avant-Garde.“ Acta Litteraria Academiae Scientiarum Hungaricae, 30/3–4 (1988). 229–241.
- “Reiterated Discoveries: Poetry and Epistemology and Its Measures of Attention in American Modernist Writing.“ Acta Litteraria Academiae Scientiarum Hungaricae, XXIX/1–2 (1987). 97–112.
- “Potencies of Words: A Grammetrical Reading of Robert Duncan’s ‘The Propositions 2’.“ Language and Style, 19/3 (1986). 219–232. (Újraközölve: In: Poetry Criticism. Szerk. Michelle Lee. 75. köt. Detroit: Gale Group, 2007.)
- “Measures of Attention: On the Grammetrics of Lineation in William Carlos Williams’ Poetry.“ In: Poetry and Epistemology. Turning Points in the History of Poetic Knowledge. Szerk. Roland Hagenbüchle – Laura Skandera. Eichstätt: Verlag Friedrich Pustet, 1986. 262–277.
- “Poetry and Visual Enactment: the Concrete Poem.“ Word and Image, II/3 (1986). 279–285.
- “Prosodic Paradigms of English. Annales Universitatis Scientiarum Budapestinensis de Rolando Eötvös Nominatae.“ Sectio Philologica Moderna, XIV (1983). 107–133.
- “On the Prosody of The Waste Land. Annales Universitatis Scientiarum Budapestinensis de Rolando Eötvös Nominatae.“ Sectio Linguistica, XIV (1983). 89–111.
- “Two Twentieth Century Epic Writers: Whitman and Eliot.“ John O’Hara Journal (Pottsville, Pennsylvania), V/1–2 (1982/83). 103–114.
- “Az amerikai hosszú vers whitmani hagyománya.“ Világosság, XXIII/8–9 (1982/augusztus–szeptember). 526–532. (Újraközölve: Világosság, XLV/8–9 [2004/augusztus–szeptember]. 33–48.)
- “Nő és költő egyszemélyben? Konfliktusok Emily Dickinson, Sylvia Plath és Anne Sexton költészetében.“ Filológiai Közlöny, XXVII/1–2 (1981). 93–98.
- “New Prosodies in 20th Century American Free Verse.“ Acta Litteraria Academiae Scientiarum Hungaricae, XX/1–2 (1979). 99–121.
- “On the Role of Visuality in Free Verse.“ Studies in English and American (Budapest, ELTE), 4 (1978). 157–179.
- “A vizualitás szerepe a XX. századi amerikai szabadversben.“ Filológiai Közlöny, XXIV/1 (1978). 89–96.